# Скандинавський хрест

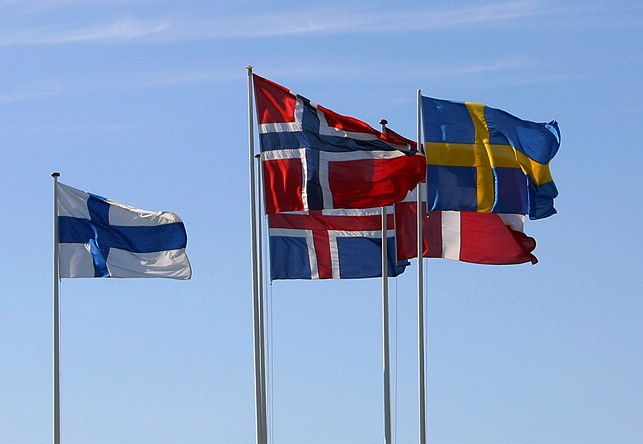
Прапори Фінляндії, Ісландії, Норвегії, Швеції і Данії

Скандина́вський хрест — хрест на прапорі, вертикальна хрестовина якого зміщена в бік древкового краю полотнища. Символізує християнство. Вперше подібний хрест з'явився на прапорі Данії — Даннеброг.
У даний час скандинавський хрест присутній на прапорах п'яти країн — Данії, Ісландії, Норвегії, Фінляндії та Швеції, на прапорах деяких територіальних утворень Північної Європи, а також на прапорах деяких фіно-угорських народів (інгерманландців, вепсів, сету).

## Формати прапорів

Скандинавський біколор
Скандинавський триколор
Біколорний ластівохвостий прапор
Триколорний ластівохвостий прапор

## Скандинавські хрести на прапорах країн

Прапор Данії
Прапор Ісландії
Прапор Норвегії
Прапор Фінляндії
Прапор Швеції

## Скандинавські хрести на прапорах інших сучасних територій
Поява скандинавського хреста на прапор Оркнейських та Шетландських островів у складі Великої Британії не випадково. Дані території тривалий час були пов'язані з Норвегією, однак пізніше відійшли до Великої Британії.

Прапор Фарерських островів
Прапор Аландських островів
Прапор Шетландських островів
Прапор Оркнейських островів
норманський прапор
Прапор Волинської області
Прапор Ставропольського краю

## Скандинавські хрести на прапорах міст

Прапор Алуксне
Прапор Цесісу
Прапор Пярну
Прапор Вентспілсу
Прапор Кале
Прапор Літл-Рок
Прапор Тбілісі
Прапор Пули
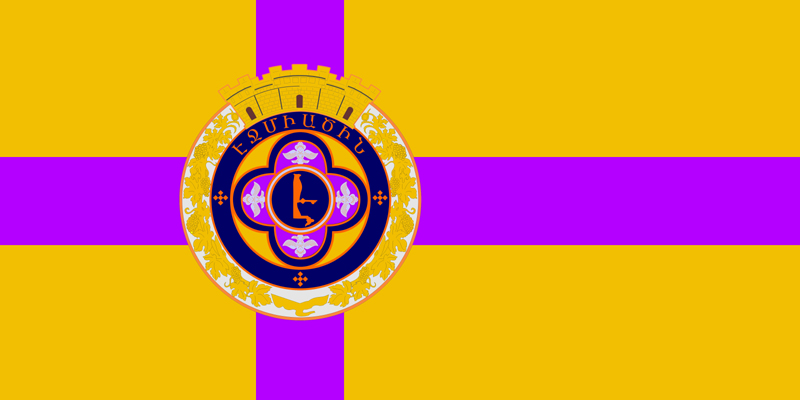
Прапор Вагаршапата
Прапор Горі
Прапор Ставрополя
Прапор Мізораму

## Скандинавські хрести на прапорах нині не існуючих утворень

Хоругва Тевтонського ордена (XII-XVI століття)
Гіпотетичний прапор Кальмарської унії (1397-1523)
Прапор Королівства Норвегія (1814-1821)
Прапор Швеції під час Шведсько-норвезької унії (1844-1905)
Прапор Норвегії під час Шведсько-норвезької унії (1844-1898)
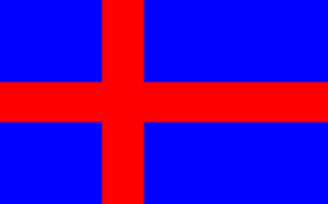
Прапор Великого герцогства Ольденбург (1871-1918)
Прапор об'єднаному Балтійського герцогства (1918)
Прапор Королівства Фінляндія (1918-1919)
Прапор Республіки Північна Інгрія (1919-1920)
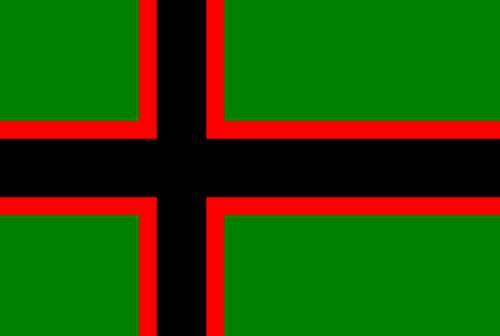
Прапор Північнокарельської держави (1919-1920)
Прапор Протекторату Саар (1947-1956)
Прапор Вепської національної волості (2000-2006)

## Скандинавські хрести на прапорах народів
Також скандинавські хрести є на прапорах народів фінно-угорської групи, що проживають на північному заході Росії — вепсів воді, іжорців, карелів людиків (карелів-людиків) та сету.

Національний прапор вепсів
Національний прапор інгерманландців
Національний прапор карелів
Національний прапор сету
Національний прапор фризів
Національний прапор комі

## Проєкти прапорів зі скандинавськими хрестами

Проєкт прапора Ісландії (1914 рік)
Проєкт прапора Естонії (1919 рік)
Проєкт прапора Німеччини (1919 рік)
Проєкт прапора Генерал-губернаторства (1940 рік)
Проєкт прапора Німеччини, створений учасниками  змови 20 липня (1944 рік)
Проєкт прапора Федеративної Республіки Німеччина (1948 рік)
Проєкт прапора Федеративної Республіки Німеччина (1948 рік)
Проєкт прапора Аландських островів (1952 рік)
Проєкт прапора Аландських островів (1952 рік)
Проєкт прапора Гренландії (1984 рік)
Проєкт прапора Білорусі (1992 рік)
Проєкт прапора Литви (2001 рік)
Проєкт прапора Естонії (2001 рік)
Проєкт прапора Естонії (2001 рік)
Прапор Скандинавії